# Andrena cerebrata
Andrena cerebrata là một loài Hymenoptera trong họ Andrenidae. Loài này được Mitchell mô tả khoa học năm 1960.